# Іпсилон-мезон

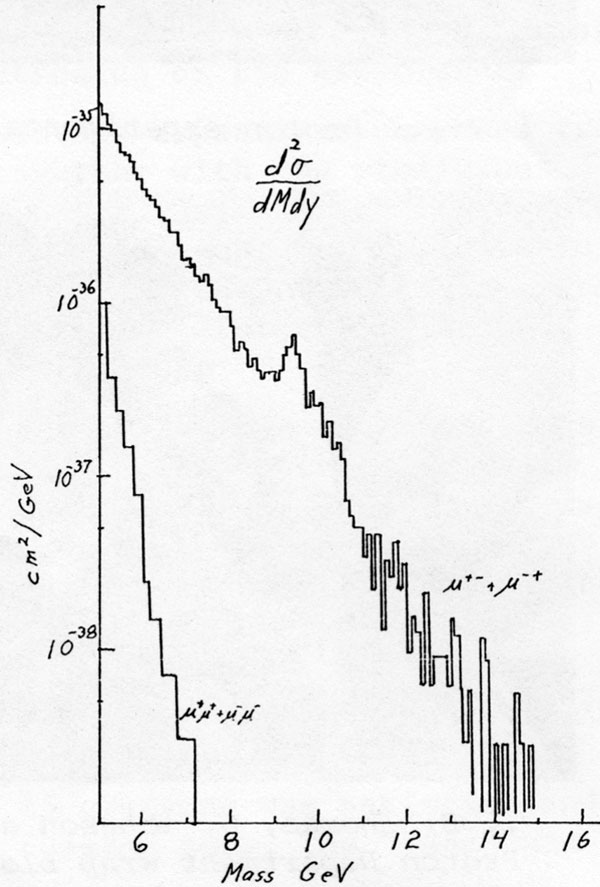
Розподіл інваріантної маси двох мюонів зі статті про відкриття Іпсилон-мезона. Пік коло 9,5 ГеВ походить від Y(1S) мезона, в той час як широкий розподіл справа від нього — від Y(2S) та Y(3S) мезонів.

Піки Y(1S), Y(2S) та Y(3S) мезонів в розподілі інваріантної маси двох мюонів в детекторі CMS на ВАК, CERN.

Іпсилон-мезони (зустрічається також вимова «Упсилон-мезони») — електрично нейтральні елементарні частинки з ізотопічним спіном 0, кварконій (тобто безароматний мезон), що складаються з b-кварка та b-антикварка (боттомоній). Іпсилон-мезони мають негативні парність та зарядову парність.
Перший іпсилон-мезон {\displaystyle \Upsilon (1S)} відкритий у «Фермілабі» в 1977 році на експерименті E288 під керівництвом Леона Ледермана, у зіткненнях протонів енергією 400 ГеВ з фіксованою мішенню. Ці мезони були першими на той час відомими частинками, до складу яких входить b-кварк.

## Характеристики
Іпсилон-мезони є істинно нейтральними частинками, тобто є античастинками для самих себе. Як і загалом для кварконіїв, назви їх станів подаються згідно з спектроскопічною нотацією: в дужках вказується головне квантове число та буквенне позначення орбітального квантового числа. Якщо ж точні властивості певного стану ще не встановлені, в дужках вказується його маса в МеВ.
Перші три стани {\displaystyle \Upsilon (1S)}, {\displaystyle \Upsilon (2S)} та {\displaystyle \Upsilon (3S)} розташовані нижче порогу розпаду в два B-мезони і тому мають достатньо довгий час життя як для такої масивної частинки (див. Правило Окубо-Цвейга-Ізуки) та великі ймовірності електромагнітних розпадів. Завдяки цьому, їх легко виявити експериментально з допомогою їх розпадів у два мюони або два електрони: вони проявляються у вигляді вузьких піків в розподілі інваріантної маси. Ця властивість є зручною для калібрування шкали маси нових детекторів елементарних частинок.
Стан {\displaystyle \Upsilon (4S)} розташований лише трохи вище за поріг розпаду на два B-мезони (нейтральні або заряджені), і тому його домінантними каналами розпаду є {\displaystyle B^{0}{\bar {B}}^{0}} та {\displaystyle B^{+}B^{-}}, що мають приблизно рівну ймовірність (невелика різниця виникає через різницю в масі зарядженого та нейтрального B-мезонів та через кулонівську взаємодію), при цьому два мезони перебувають в сплутаних квантових станах. Ця властивість використовується у так званих «B-фабриках» — експериментах, що вивчають B-мезони (див. Belle II, BaBar).
| Частинка                                                           | Кварковий склад             | Маса, МеВ       | IG | JPC | Q | S | c | b | Час життя, с | Основний канал розпаду                                                               |
| ------------------------------------------------------------------ | --------------------------- | --------------- | -- | --- | - | - | - | - | ------------ | ------------------------------------------------------------------------------------ |
| {\displaystyle \Upsilon (1S)}                                      | {\displaystyle b{\bar {b}}} | 9460,30 ± 0,23  | 0− | 1−− | 0 | 0 | 0 | 0 | 1.22×10−20   | два лептони; легкі адрони                                                            |
| {\displaystyle \Upsilon (2S)}                                      | {\displaystyle b{\bar {b}}} | 10023,26 ± 0,31 | 0− | 1−− | 0 | 0 | 0 | 0 | 2.06×10−20   | {\displaystyle \Upsilon (1S)\pi \pi }; два лептони                                   |
| {\displaystyle \Upsilon (3S)}                                      | {\displaystyle b{\bar {b}}} | 10355,2 ± 0,5   | 0− | 1−− | 0 | 0 | 0 | 0 | 3.24×10−20   | {\displaystyle \Upsilon (2S)\pi \pi }; два лептони                                   |
| {\displaystyle \Upsilon (4S)}                                      | {\displaystyle b{\bar {b}}} | 10579,4 ± 1,2   | 0− | 1−− | 0 | 0 | 0 | 0 | 3×10−23      | {\displaystyle B{\bar {B}}}                                                          |
| {\displaystyle \Upsilon (5S)} або {\displaystyle \Upsilon (10860)} | {\displaystyle b{\bar {b}}} | 10885 ± 2       | 0− | 1−− | 0 | 0 | 0 | 0 | 1.8×10−23    | {\displaystyle B^{(*)}{\bar {B}}^{(*)}}; {\displaystyle B_{s}^{*}{\bar {B_{s}^{*}}}} |